# Bataille de la colline du Crucifix
Front de l'Ouest de la Seconde Guerre mondiale
Batailles
France
- Paddle
- Fusilade
- Astonia
- Dunkerque
- Wellhit
- Undergo
- Nancy
- Arracourt
- Metz (Fort Driant)

Belgique
- Moerbrugge
- Geel
- Escaut

Pays-Bas
- Market Garden
- Overloon
- Broekhuizen

Allemagne
- Forêt de Hürtgen
- Aix-la-Chapelle
- Colline du Crucifix
- Clipper
- Queen

La bataille de la colline du Crucifix est une bataille de la Seconde Guerre mondiale s'étant déroulée le 8 octobre 1944, sur la colline du Crucifix (Haarberg, colline 239), à côté du village de Haaren, en Allemagne. 
L'affrontement faisait partie de la campagne de la 1re division américaine pour s'emparer d'Aix-la-Chapelle, en Allemagne. (La bataille qui s'ensuivit faisait partie de la campagne de la ligne Siegfried.) 
La colline fut nommée d'après un grand crucifix érigé au sommet de la colline. L'objectif de la bataille était de prendre le contrôle de celle-ci, qui fut lacé avec un dédale de casemates et des bunkers, afin d'atteindre l'objectif principal d'encerclement d'Aix-la-Chapelle. La colline était tenue par des unités de la 246e division d'infanterie allemande.

## La bataille
Le 18e régiment d'infanterie américain de 1re division, commandé par le colonel George A. Smith Jr., dirigea son 1er bataillon (commandé par le lieutenant-colonel Henry G. Leonard, Jr.) pour prendre la colline en employant des équipes spéciales d'assaut de casemates équipées de lance-flammes, de torpilles Bangalore et de charges de démolition. Une batterie de chasseurs de chars et de canons automoteurs devait fournir un tir direct de soutien sur les casemates. Alors que le peloton de premier plan de la compagnie C attaquait le premier casemate, les tirs de flanc d'un emplacement de tir à la caserne à proximité entraînèrent le peloton dans des tirs croisés. Les soldats bloqués subirent également un intense barrage d'artillerie sur leurs positions exposées. Le capitaine Bobbie E. Brown était le commandant de compagnie de la Compagnie C, un ancien boxeur qui avait gagné une commission sur le champ de bataille en Normandie. Au cours de l'assaut d'une casemate à proximité, Brown attrapa une torpille Bangalore et couru près de 100 mètres sous le feu ennemi avant de placer la charge dans l'édifice, le détruisant. Il fit cette action à deux reprises contre deux autres casemates, les détruisant à chaque fois avec succès ; lors d'une charge avec une troisième en ligne de mire, il fut blessé par un obus de mortier.  Bien qu'étant blessé, il refusa des soins médicaux et continua à gravir la colline. Une fois la colline sécurisée, il partit seul en mission de reconnaissance pour localiser les troupes ennemies au-delà de la colline. Il provoqua délibérément un tir ennemi, et fut blessé deux fois de plus, pour savoir où se trouvaient les emplacements allemands. Les informations découvertes permirent à sa compagnie de repousser deux contre-attaques allemandes. Ce n'est qu'après le poste complètement sécurisé qu'il se fit prendre en charge. Pour ses actions lors de la bataille, le capitaine Brown reçut la Medal of Honor.

## Tentative de reprise
Le 12 octobre, deux régiments d'infanterie allemands tentèrent de reprendre la colline du Crucifix. Dans des combats acharnés, les Allemands prirent temporairement le contrôle de la colline, mais furent délogés à la fin de la journée, les deux régiments étant pratiquement détruits.

## Dans la culture populaire
- Dans le jeu vidéo de 2005 Call of Duty 2: Big Red One, le protagoniste principal et son équipe se battent pour le sommet de la colline 239 dans le niveau « Crucifix Hill ».